# كوز (آنية)

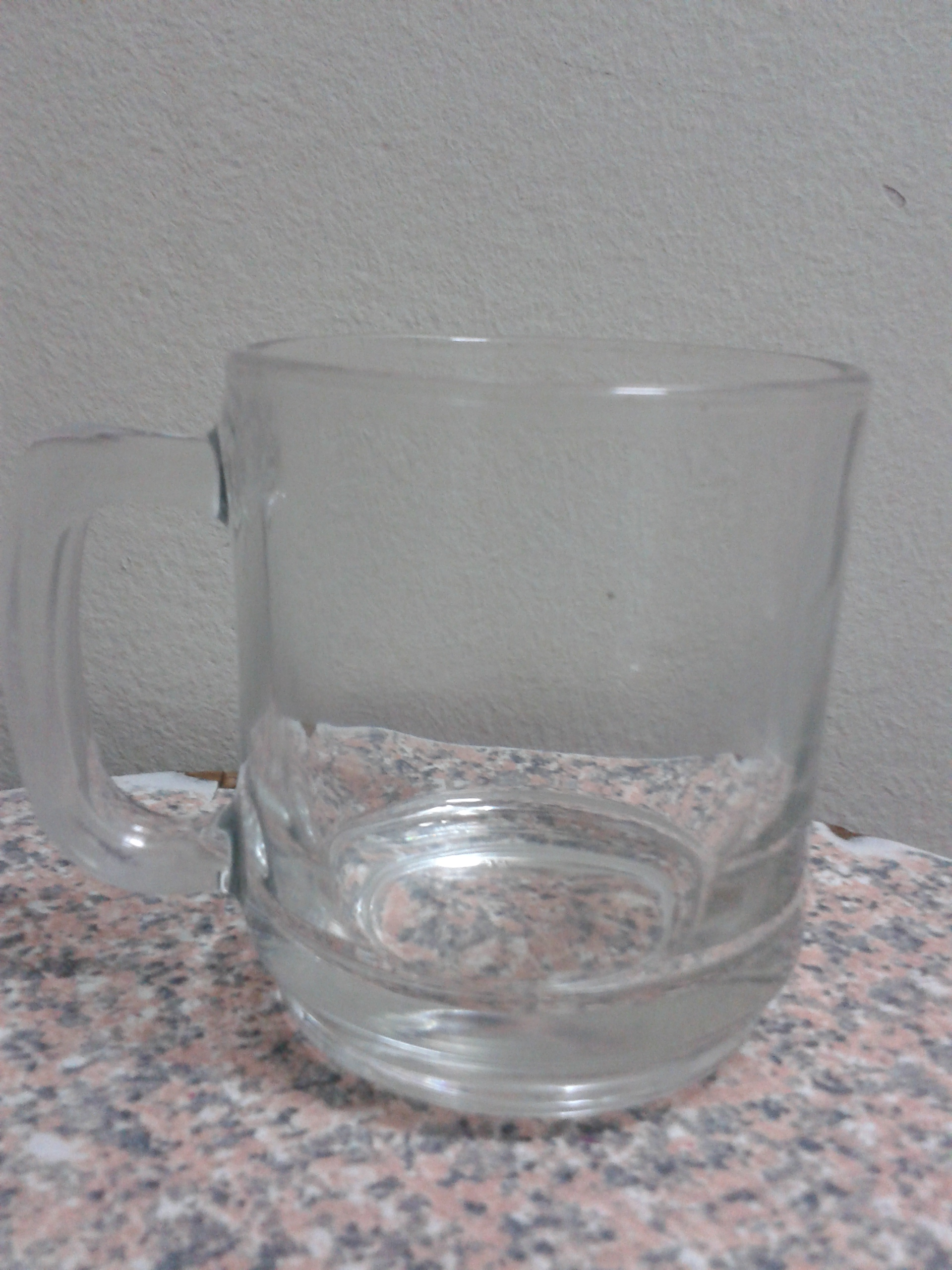
كوز من الزجاج.

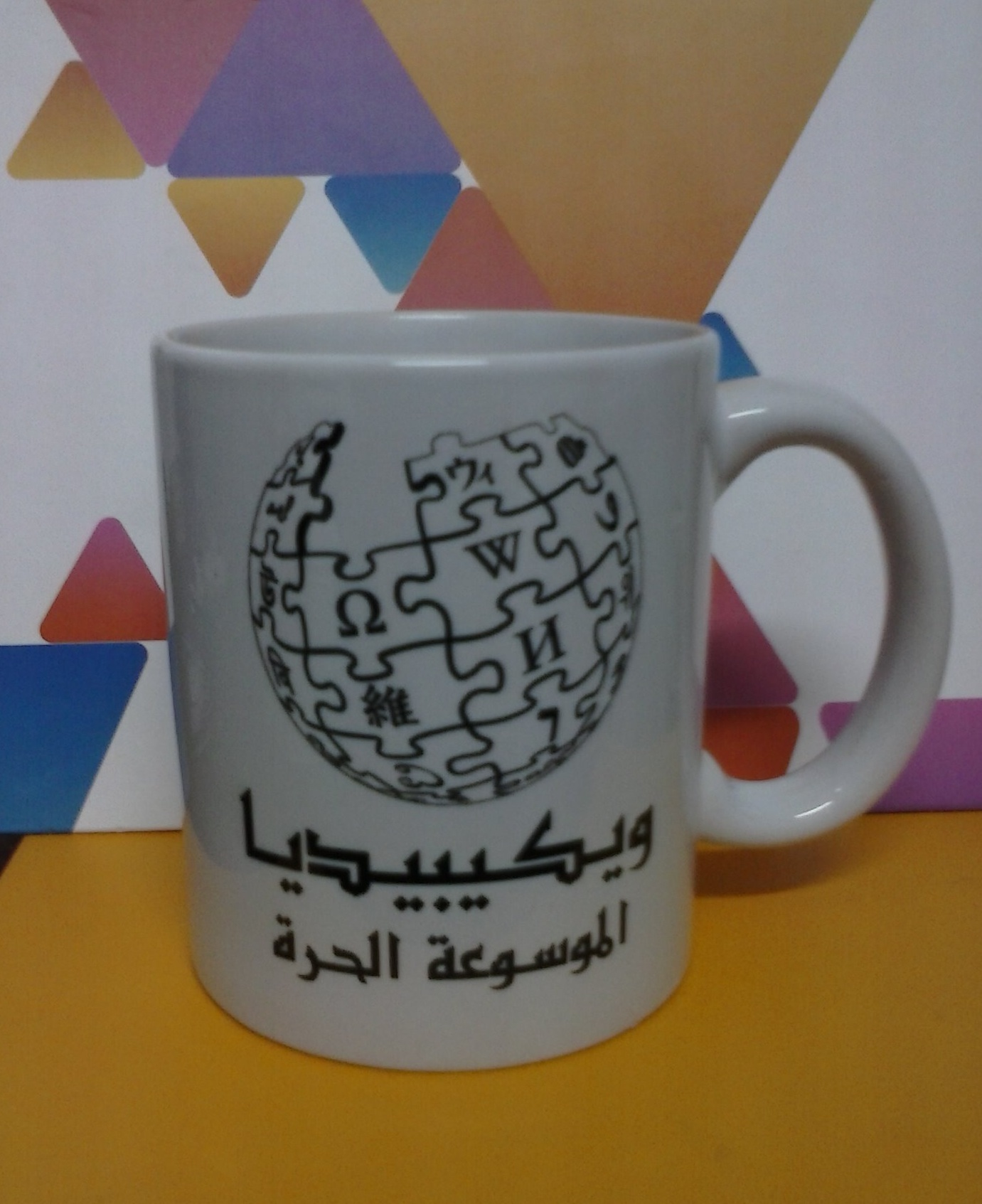
كوز عليه شعار موسوعة ويكيبيديا العربية.

الكُوْز (الجمع: أَكْوَاز) هو آنية تستخدم للشرب، ويملك عروة للمسك، على عكس الكوب الذي يكون بدون عروة.

## معرض صور

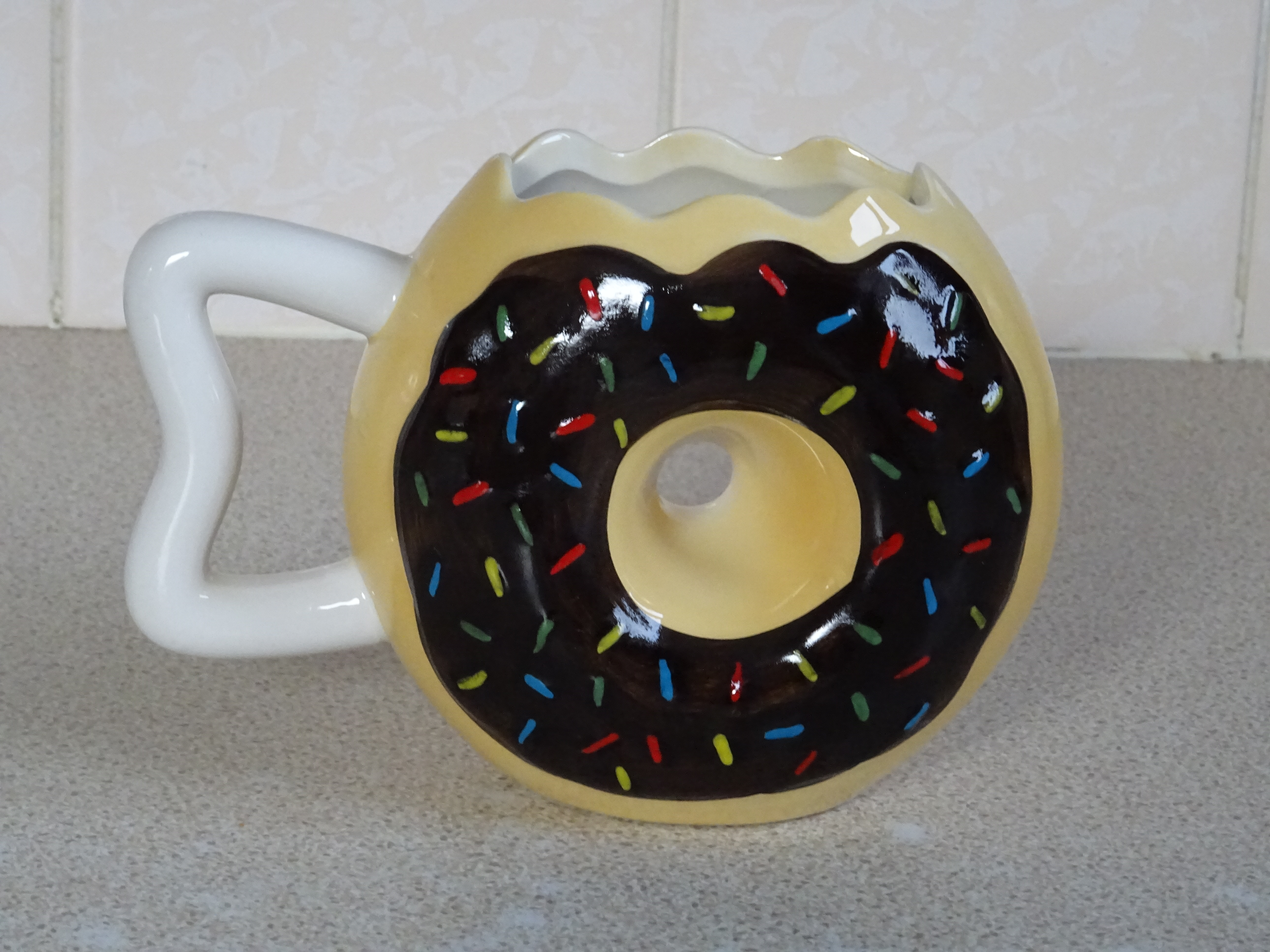
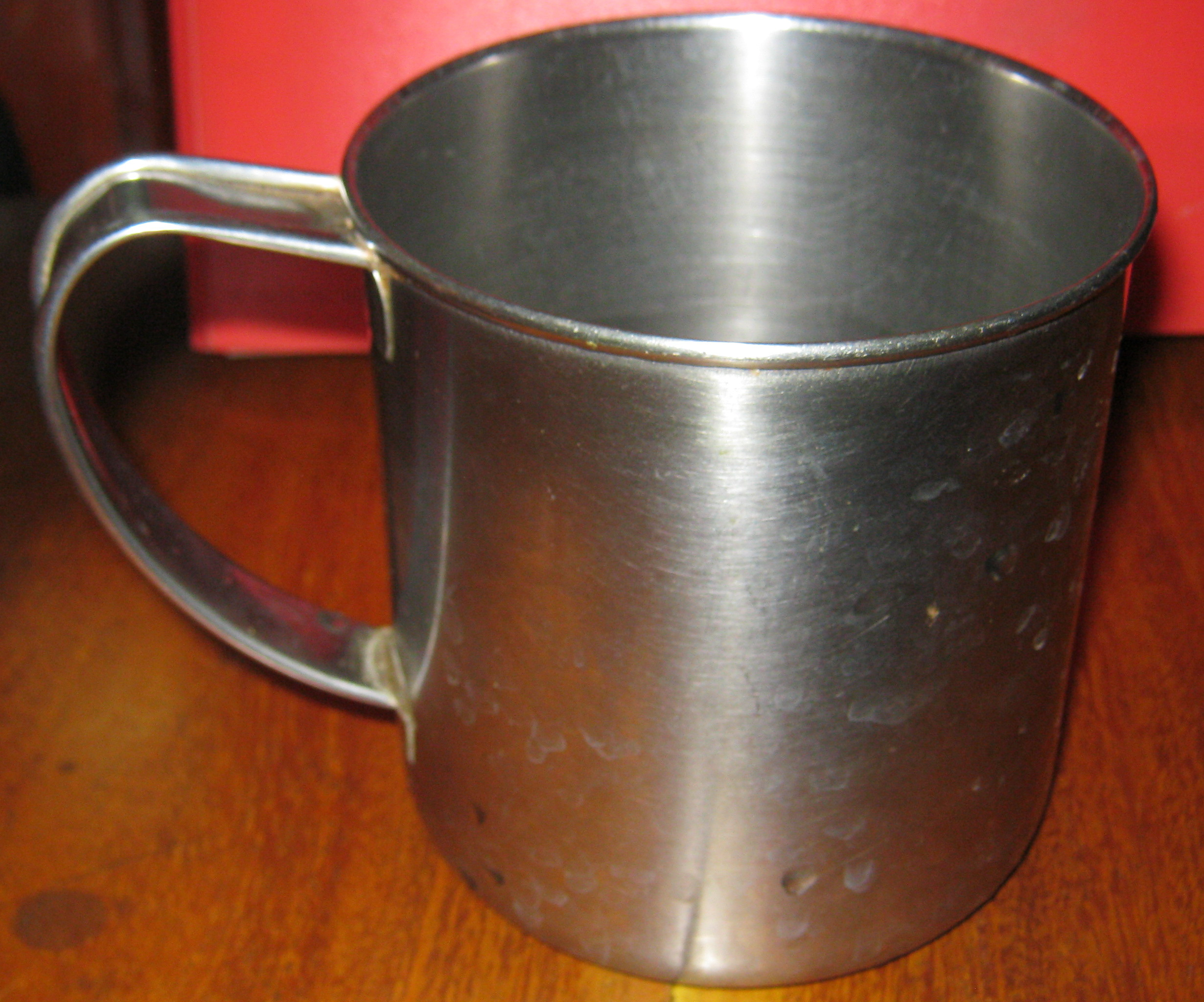
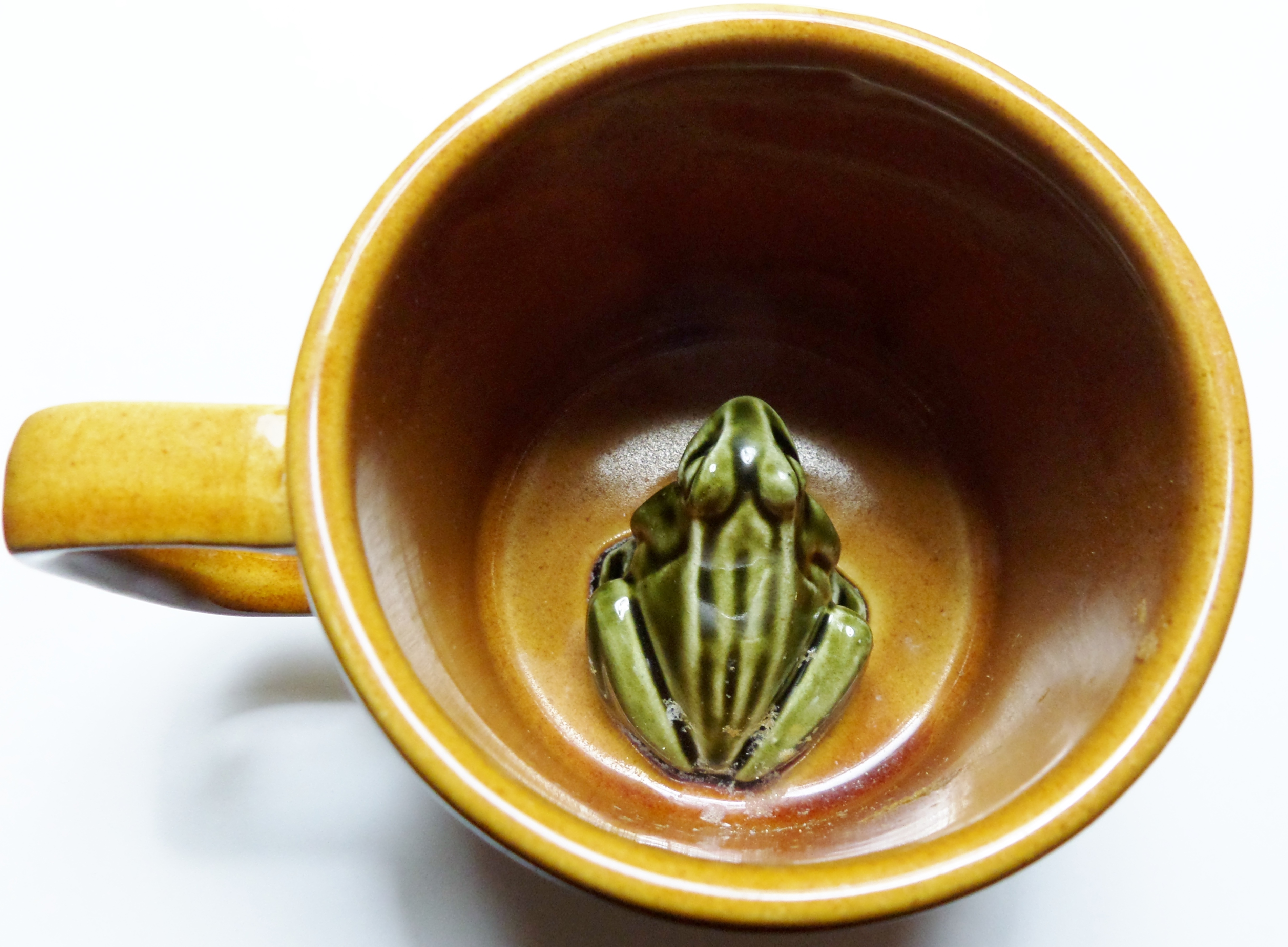
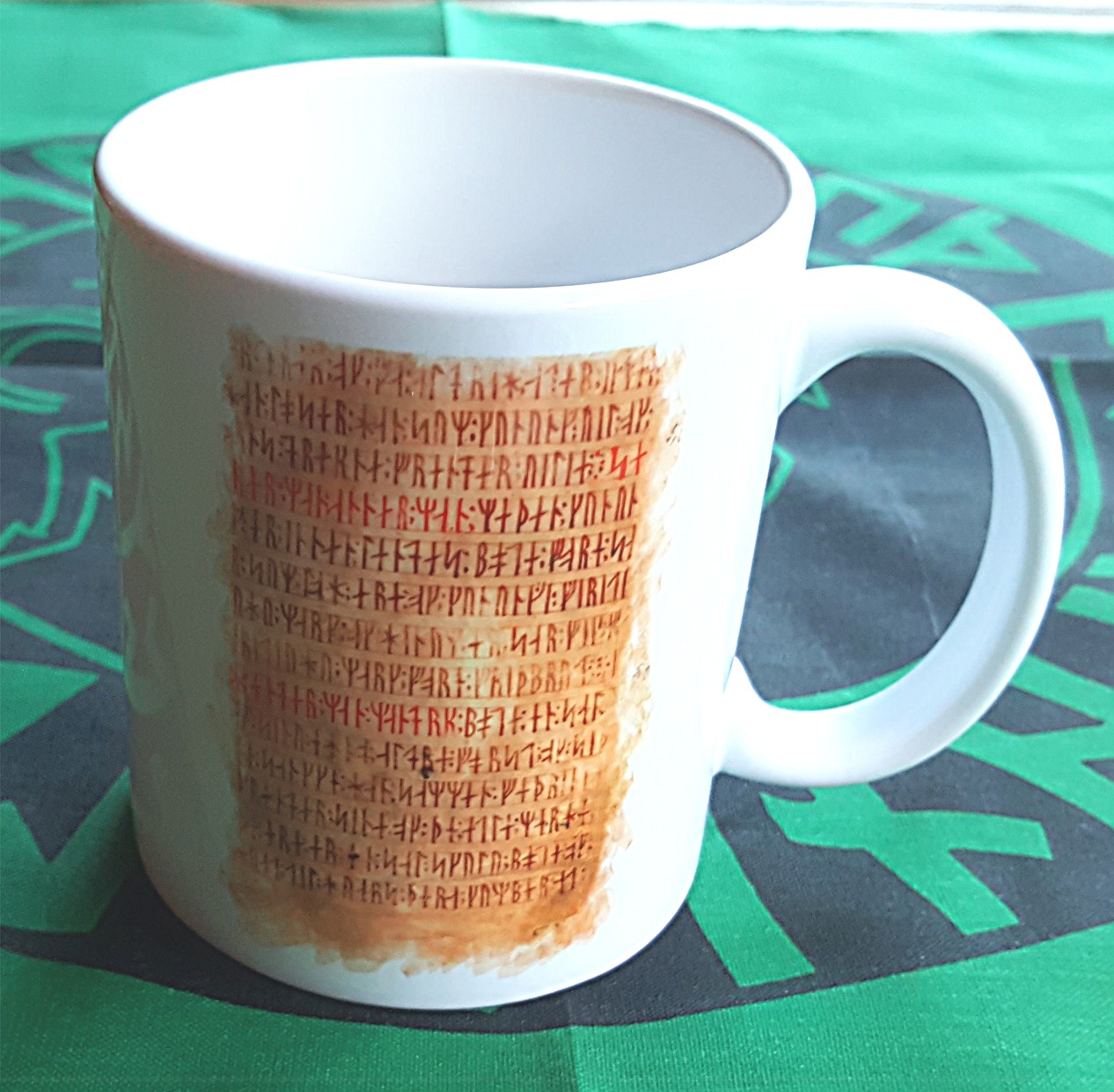
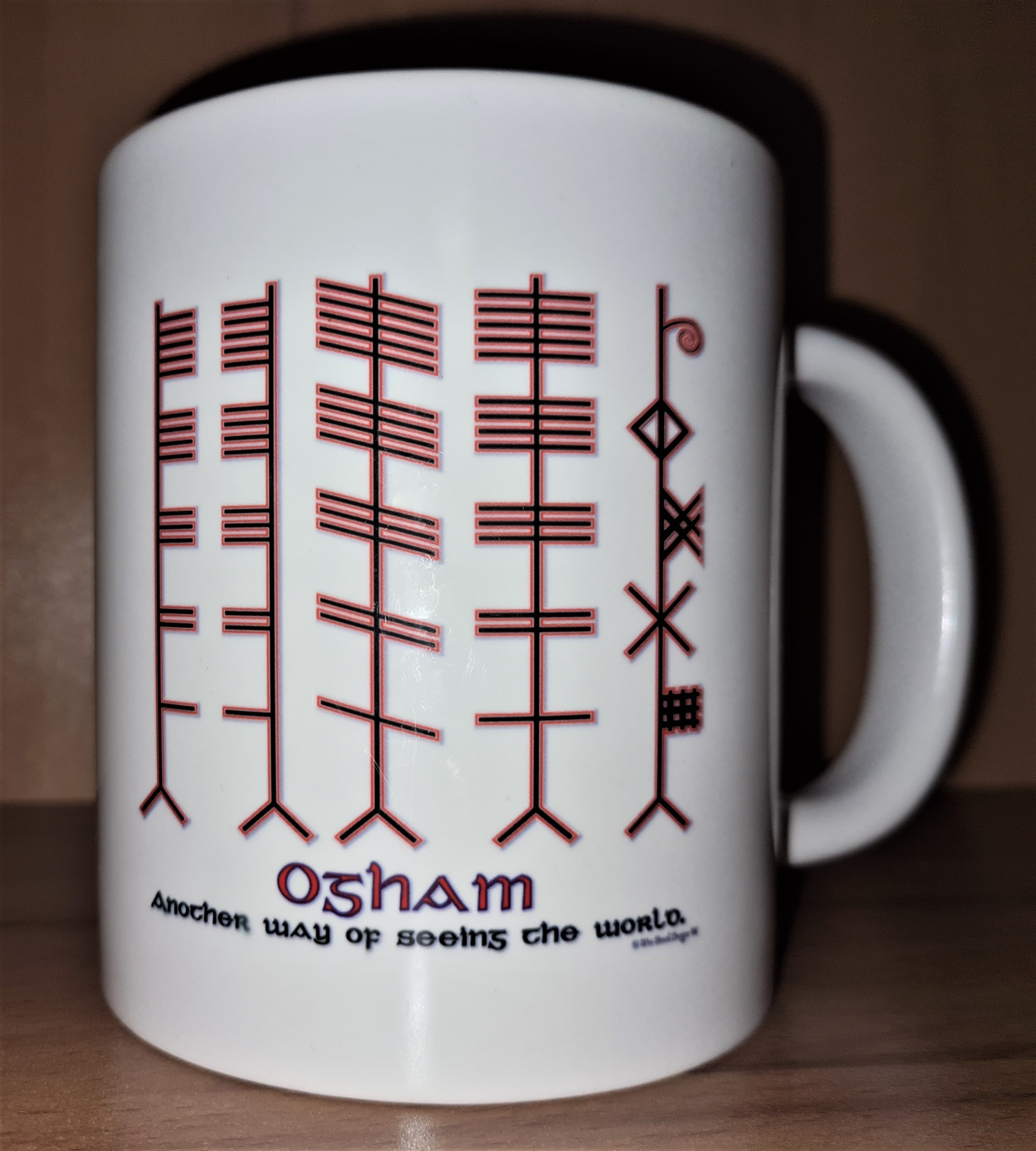